# 鉄人バンド
鉄人バンド（てつじんバンド）は、日本のロックバンドの呼び名。正式な名前はない。

## 概要
沢田研二のバックバンド。それぞれに音楽活動をしているので正式な名称ではないが、2008年に開催された沢田の還暦記念コンサート「人間60年・ジュリー祭り」の80曲（インストゥルメンタルを含めると82曲）を譜面なしでこなし、沢田自身がこの呼び名をつけた。
2015年のツアーを最後に下山淳が脱退しこの呼び名で呼ばれることは無くなった。

## メンバー
- GRACE （ドラムス）
- 柴山和彦 （ギター）[1]
- 大山泰輝(泰輝) （キーボード）
- 下山淳 （ギター）